# Heteronyx simulator
Heteronyx simulator är en skalbaggsart som beskrevs av Blackburn 1888. Heteronyx simulator ingår i släktet Heteronyx och familjen Melolonthidae. Inga underarter finns listade i Catalogue of Life.